# Anthribus
Genre
Anthribus est un genre d'insectes de l'ordre des coléoptères, de la famille des Anthribidae, voisins des charançons.

## Liste d'espèces présentes en Europe
Selon Fauna Europaea (22 janv. 2015) :
- Anthribus fasciatus
- Anthribus nebulosus
- Anthribus scapularis
- Anthribus subroseus